# Torneo de Winston-Salem 2024
El Winston-Salem Open 2024 fue un torneo de tenis perteneciente al ATP Tour 2024 en la categoría ATP Tour 250. Tuvo lugar en la ciudad de Winston-Salem, Carolina del Norte, Estados Unidos, desde el 18 hasta el 24 de agosto de 2024 sobre canchas duras. Formó parte del US Open Series 2024.

## Distribución de puntos
| Modalidad            | Campeón | Finalista | Semifinales | Cuartos de final | 3ª ronda | 2ª ronda | 1ª ronda | Clasificados | 2ª ronda de clasificación | 1ª ronda de clasificación |
| Individual masculino | 250     | 165       | 100         | 50               | 25       | 13       | 0        | 8            | 4                         | 0                         |
| Dobles masculino     | 250     | 150       | 90          | 45               | —        | —        | 0        | —            | —                         | —                         |

## Cabezas de serie

### Individuales masculino
| Tenista                 | Ranking | Preclasificado |
| Sebastián Báez          | 20      | 1              |
| Jack Draper             | 28      | 2              |
| Francisco Cerúndolo     | 29      | 3              |
| Adrian Mannarino        | 33      | 4              |
| Luciano Darderi         | 34      | 5              |
| Tomás Martín Etcheverry | 37      | 6              |
| Mariano Navone          | 38      | 7              |
| Nuno Borges             | 39      | 8              |
| Fábián Marozsán         | 50      | 9              |
| Lorenzo Sonego          | 56      | 10             |
| Alex Michelsen          | 57      | 11             |
| Arthur Rinderknech      | 59      | 12             |
| Alexander Shevchenko    | 60      | 13             |
| Hugo Gaston             | 61      | 14             |
| Pavel Kotov             | 63      | 15             |
| Rinky Hijikata          | 65      | 16             |
| Román Safiulin          | 66      | 17             |

- Ranking del 12 de agosto de 2024.[2]

### Dobles masculinos
| Tenista                           | Ranking | Preclasificado |
| Neal Skupski Michael Venus        | 36      | 1              |
| Wesley Koolhof Nikola Mektić      | 43      | 2              |
| Austin Krajicek Jean-Julien Rojer | 53      | 3              |
| Nathaniel Lammons Jackson Withrow | 56      | 4              |
| Ivan Dodig Adam Pavlásek          | 62      | 5              |
| Ariel Behar Andrés Molteni        | 63      | 6              |
| Rafael Matos Marcelo Melo         | 71      | 7              |
| Sadio Doumbia Lloyd Glasspool     | 74      | 8              |

## Campeones

### Individual masculino
Lorenzo Sonego venció a  Alex Michelsen por 6-0, 6-3

### Dobles masculino
Nathaniel Lammons /  Jackson Withrow vencieron a  Julian Cash /  Robert Galloway por 6-4, 6-3